# Lajoux (Francia)
Lajoux es una localidad y comuna francesa situada en la región de Franco Condado, departamento de Jura, en el distrito de Saint-Claude y cantón de Saint-Claude.

## Demografía
| 193 | 149 | 121 | 158 | 197 | 220 | 534 |
| Para los censos de 1962 a 1999 la población legal corresponde a la población sin duplicidades (Fuente: INSEE [Consultar]) |     |     |     |     |     |     |